# Геренс, Питер Выбе
Геренс, Питер Выбе — голландец, корабельный подмастерье, с 1697 года находившийся на русской службе. Построил несколько линейных кораблей для Российского императорского флота.

## Биография
Вместе со своим отцом Геренсом Выбе Питер в 1697 году прибыл в Воронеж, где работал вместе с отцом до 1703 года, в 1703—1704 и 1706—1708 годах занимался строительством фрегатов на Олонецкой верфи. В 1708—1715 годах занимался строительством линейных кораблей и фрегатов в Архангельске на Соломбальской верфи.
После смерти отца, умершего 3 (14) августа 1713 года, Питер Геренс достраивал на Соломбальской верфи заложенные отцом 52-пушечные линейные корабли («Уриил» и «Ягудиил»), а позднее построил ещё два таких же корабля для Балтийского флота. Всего Геренсами (отцом и сыном) было построено для российского флота до 25 различных судов, включая 11 кораблей и 7 фрегатов. Примечательно, что все эти корабли Питер строил в звании корабельного подмастерья. После 1715 года Питер Геренс занимался преимущественно починкой кораблей в Санкт-Петербурге, Ревеле и Риге.

## Корабли, построенные Питером Выбе Геренсом
Самостоятельно:
- Уриил (линейный корабль, 1715), 52 орудия.
- Ягудиил (линейный корабль, 1715), 52 орудия.
- Селафаил (линейный корабль, 1715), 52 орудия.
- Варахаил (линейный корабль, 1715), 52 орудия.